# 骨バンク
骨バンク（こつバンク、英: Bone Bank）または骨銀行（こつぎんこう）は、人骨（同種骨）の採取・保存・提供を行う。指定施設で採取された骨は感染等を防ぐため冷凍保存され、骨移植手術で使用される。